# 潁原退蔵
潁原 退蔵（えばら たいぞう、1894年2月1日 - 1948年8月30日）は、日本の国文学者。専門は近世文学、とくに俳諧史研究に業績を残す。学位は、文学博士（1947年）。病によりかつて依願免官した京都大学助教授に1948年8月再び着任するが、同月30日に逝去、死去日を以て、京都大学教授。

## 経歴
1894年、長崎県南松浦郡北魚目村（現長崎県南松浦郡新上五島町）生まれ。1917年3月、東京高等師範学校国語漢文学卒業。1921年3月、京都帝国大学文学部卒業後、京都帝国大学大学院入学。1928年3月、京都帝国大学大学院退学。
1931年4月、京都帝国大学助教授に着任するも、1936年4月に病気により依願免官。1945年3月、同大文学部講師として復帰、および同志社大学講師も勤めた。1947年5月、文学博士の学位を取得。1948年4月から関西大学員外教授となり、同年8月、再び京都大学助教授に着任するが、同月30日に死去した。死去日を以て、京都大学教授に昇進。

## 受賞
- 2009年 -『江戸時代語辞典』（潁原退蔵著、尾形仂編、角川学芸出版、2008年）、第63回毎日出版文化賞受賞[4]。

## 家族・親族
- 次女：潁原雅子。同じく国文学者の尾形仂夫人。

## 著作

### 著書
- 『国文学講座 第23巻 俳句俳文評釈』受験講座刊行会 1930
- 『俳諧史の研究』星野書店 1933
- 『五束斎木朶』東三文化研究会 1936
- 『俳諧史論考』星野書店 1936
- 『江戸文芸論考』三省堂 1937
- 『日本文学大系 第15巻 俳諧文学』河出書房 1938
- 『芭蕉（日本古典読本）』日本評論社 1939 
  - 『芭蕉読本』角川文庫 1955
- 『江戸文芸』晃文社 1942
- 『蕪村（創元選書）』創元社 1943
- 『風雅の道』七丈書院 1943
- 『雀色時』靖文社 1943
- 『芭蕉講話』出来島書店 1944
- 『明恵上人』生活社 1946
- 『蕉門の人々』大八洲出版 1946
- 『芭蕉・去来』創元社 1946
- 『俳諧精神の探究』秋田屋 1947
- 『江戸時代語の研究』臼井書房 1947
- 『芭蕉俳諧と近代芸術』大八洲出版 1947
- 『俳句周辺』天明社 1948
- 『余情の文学』臼井書房 1948
- 『科学と文学 対談 湯川秀樹』白井書房 1949
- 『名句評釈』大日本雄弁会講談社 1949
  - 『俳句評釈』 角川文庫 上・下巻 1952-1953
- 『俳文学歴代選』高島屋出版部 1949
- 『芭蕉俳句新講』岩波書店 1951
- 『芭蕉の名句』創元社 1952
- 『川柳雑俳用語考』岩波書店 1953
- 『江戸文芸研究』角川書店 1958
- 『潁原退蔵著作集』全20巻別巻1 中央公論社 1979-1984

### 校注など
- 高井几董『新雑談集』(古俳書文庫 第4篇) 天青堂 1924
- 高井几董『其雪影・続明烏』(古俳書文庫 第5篇) 天青堂 1924
- 高井几董『遊子行・よし野紀行』(古俳書文庫 第7篇) 天青堂 1924
- 『蕪村全集』有朋堂書店 1925
- 『太祇句集』天青堂 1926
- 井原西鶴『日本永代蔵』明治書院 1929
- 『世間胸算用』明治書院 1930
- 『芭蕉俳句集』岩波文庫 1932
- 無住『沙石集』平楽寺書店 1933
- 『蕪村俳句集』岩波文庫 1935
- 『俳文俳論新選』大倉広文堂 1935
- 山崎宗鑑『校本犬筑波集』私家版 1938
- 『去来抄・三冊子・旅寝論』岩波文庫 1939
  - 復刊1991、ワイド版1993
- 『芭蕉文集』岩波文庫 1940 - 復刊2017
- 『俳諧七部集』明治書院 1941
- 井原西鶴『生玉万句』靖文社 1942
- 『芭蕉講座』全6巻 加藤楸邨共編 三省堂 1943-44
- 『芭蕉抄』(京大教養講座本 第1輯) 星林社 1946
- 『新校芭蕉俳句全集』全国書房 1947
- 『奥の細道研究』（編集）靖文社 1948
- 『西鶴文選』臼井書房 1949
- 『芭蕉文集』(日本古典全書）朝日新聞社 1955
  - （日本古典選）朝日新聞社 1977